# Furnică de foc
Furnici de foc sunt mai multe specii de furnici din genul Solenopsis, care include peste 200 de specii. Solenopsis sunt furnici înțepătoare, iar numele comun al celor mai multe dintre ele reflectă acest lucru, de exemplu, furnici roșcate și furnici de foc tropicale. Multe dintre denumirile comune ale acestui gen sunt adesea folosite interschimbabil pentru a se referi la alte specii de furnici, cum ar fi termenul „furnici roșii”, mai ales din cauza colorației lor similare, deși nu fac parte din genul Solenopsis. Atât Myrmica rubra cât și Pogonomyrmex barbatus sunt exemple comune de furnici non-Solenopsis denumite furnici roșii.
Niciuna dintre aceste denumiri nu se aplică tuturor speciilor de Solenopsis și nici numai speciilor Solenopsis; de exemplu, numele colocviale pentru mai multe specii de furnici țesătoare din genul Oecophylla din Asia de Sud-Est includ „furnici de foc" din cauza colorației lor similare și a mușcăturilor dureroase; cele două genuri însă nu sunt strâns legate. Wasmannia auropunctata este o altă furnică neînrudită numită în mod obișnuit „mică furnică de foc” datorită înțepăturii sale puternice.

## Aspect

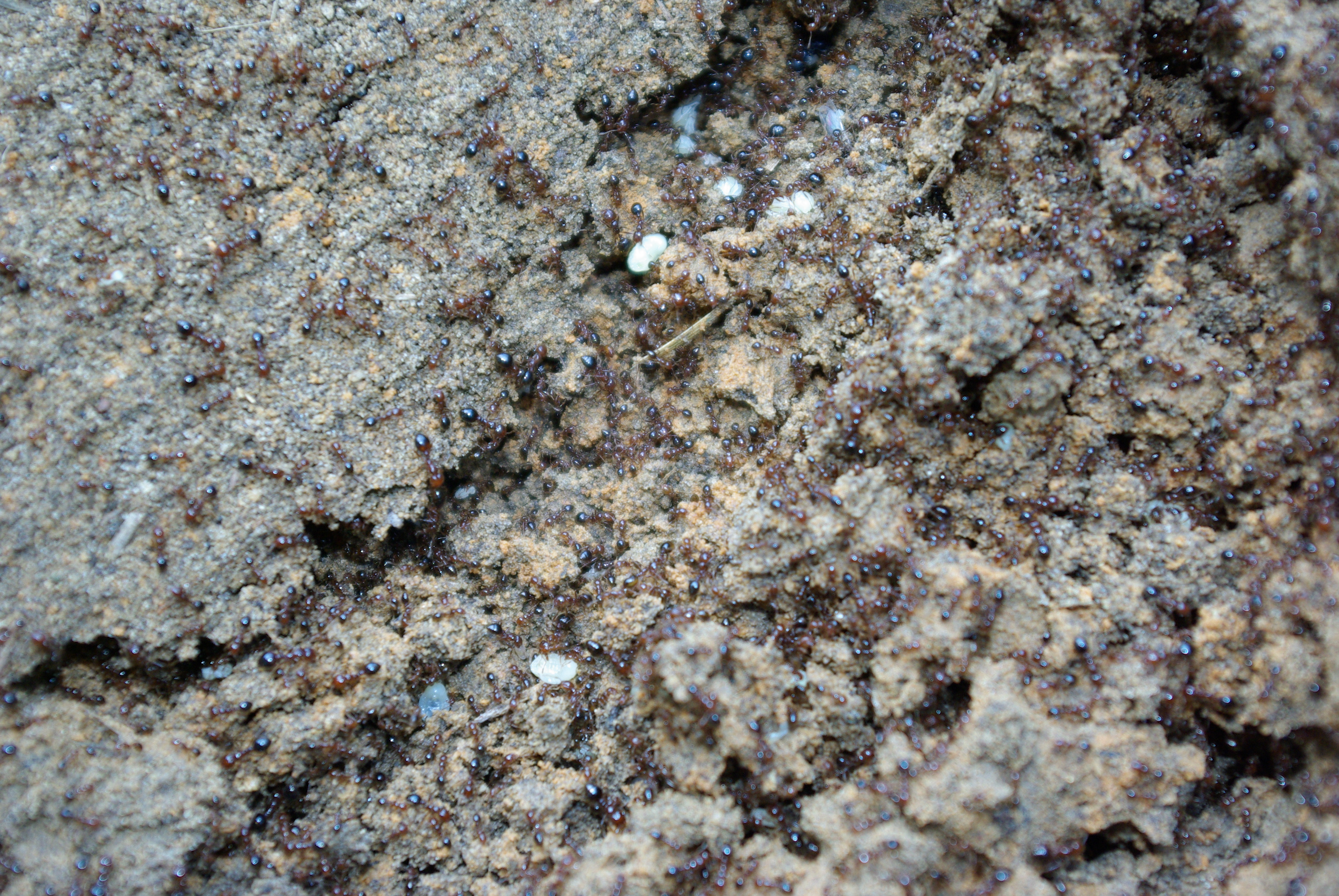
Movila de furnici de foc

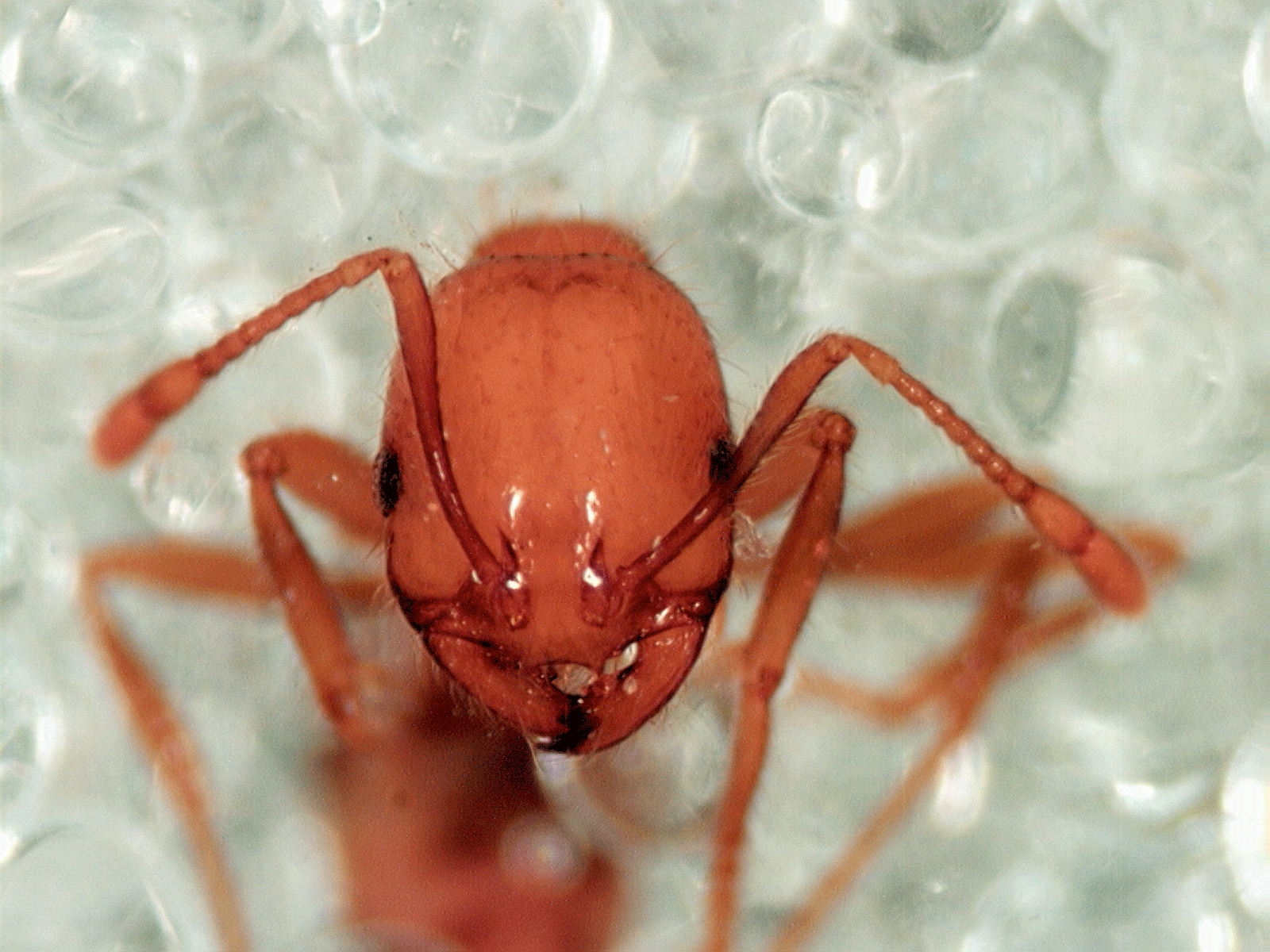
Detaliu cap de (Solenopsis geminata)

Corpurile furnicilor de foc mature, ca și corpurile tuturor insectelor mature tipice, sunt împărțite în trei secțiuni: capul, toracele și abdomenul, cu trei perechi de picioare și o pereche de antene. Furnicile de foc ale acestor specii invazive în Statele Unite pot fi distinse de alte furnici prezente local prin capul lor maro arămiu și torace cu un abdomen mai închis. Furnicile lucrătoare sunt de culoare negricioasă până la roșiatică, iar dimensiunea lor variază de la 2 la 6 mm. Într-un cuib stabilit, aceste diferite dimensiuni de furnici sunt toate prezente în același timp.
Furnicile Solenopsis spp. pot fi identificate prin trei trăsături ale corpului — un pedicel cu două noduri, un propodeum neînarmat și antene cu 10 segmente plus un club cu două segmente. Multe furnici mușcă, iar furnicile formicine pot provoca iritații prin pulverizarea de acid formic; Furnicile mirmecine precum furnicile de foc au un înțepătura dedicat injectării de venin, care injectează un venin alcaloid, precum și mandibule pentru mușcare.